# Lepidoscia macalisteri
Lepidoscia macalisteri är en fjärilsart som beskrevs av Macalister 1867. Lepidoscia macalisteri ingår i släktet Lepidoscia och familjen säckspinnare. Inga underarter finns listade i Catalogue of Life.